# گاه‌چینه‌شناسی
| گاه‌چینه‌شناسی          | زمین‌گاه‌شناسی | یادداشت‌ها                                     |
| --------------------- | ------------ | --------------------------------------------- |
| چینه‌ابردوران Eonothem | ابردوران Eon | جمعاً ۴ ابردوران. نیم میلیارد سال یا بیشتر     |
| چینه‌دوران Erathem     | دوران Era    | ۱۰ دوران شناخته‌شده. چندصد میلیون سال          |
| سامانه System         | دوره Period  | ۲۲ دوره شناخته‌شده. ده‌ها تا حدود صد میلیون سال |
| ردیف Series           | دور Epoch    | ۳۴ دور شناخته‌شده. ده‌ها میلیون سال             |
| اشکوب Stage           | عصر Age      | ۹۹ عصر شناخته‌شده. میلیون‌ها سال                |
| گاه‌بازه Chronozone    | گاه Chron    | زیربخش عصر. توسط ICS به‌کار نمی‌رود.            |

گاه‌چینه‌شناسی (انگلیسی: Chronostratigraphy) شاخه‌ای از چینه‌شناسی است که سن چینه‌های صخره‌ای را با توجه به زمان مطالعه می‌کند. هدف گاه‌چینه‌شناسی اندازه‌گیری سن زمین و تبیین زمین‌گاه‌شناسی و دوره‌های زمین‌شناسی است.
زیست‌چینه‌شناسی بر پایه سن سنگواره‌ها شکل گرفته‌است.

## یکاها
- چینه‌ابردوران – مانند پیدازیستی
- چینه‌دوران – مانند دیرینه‌زیستی
- سامانه – مانند ژوراسیک و اردویسین
- ردیف (چینه‌شناسی) – مانند ژوراسیک پیشین
- اشکوب – کوچک‌ترین یکا - مانند بریاسین